# جندم أصام
جندم أصَّام (باللاتينية: Garcinia atroviridis) نوعٌ من الجندم. شجرته كبيرة القد تعلو نحو 12 متراً. ثمرته مستديرة صفراء اللون. حصوصها شفافة حامزة الطعم. ذكية العرف تربب. يستخرج من بذوره دهن الجندم. وهي شجرة غابات مطيرة كبيرة موطنها شبه جزيرة ماليزيا وسومطرة.

## معرِض الصور

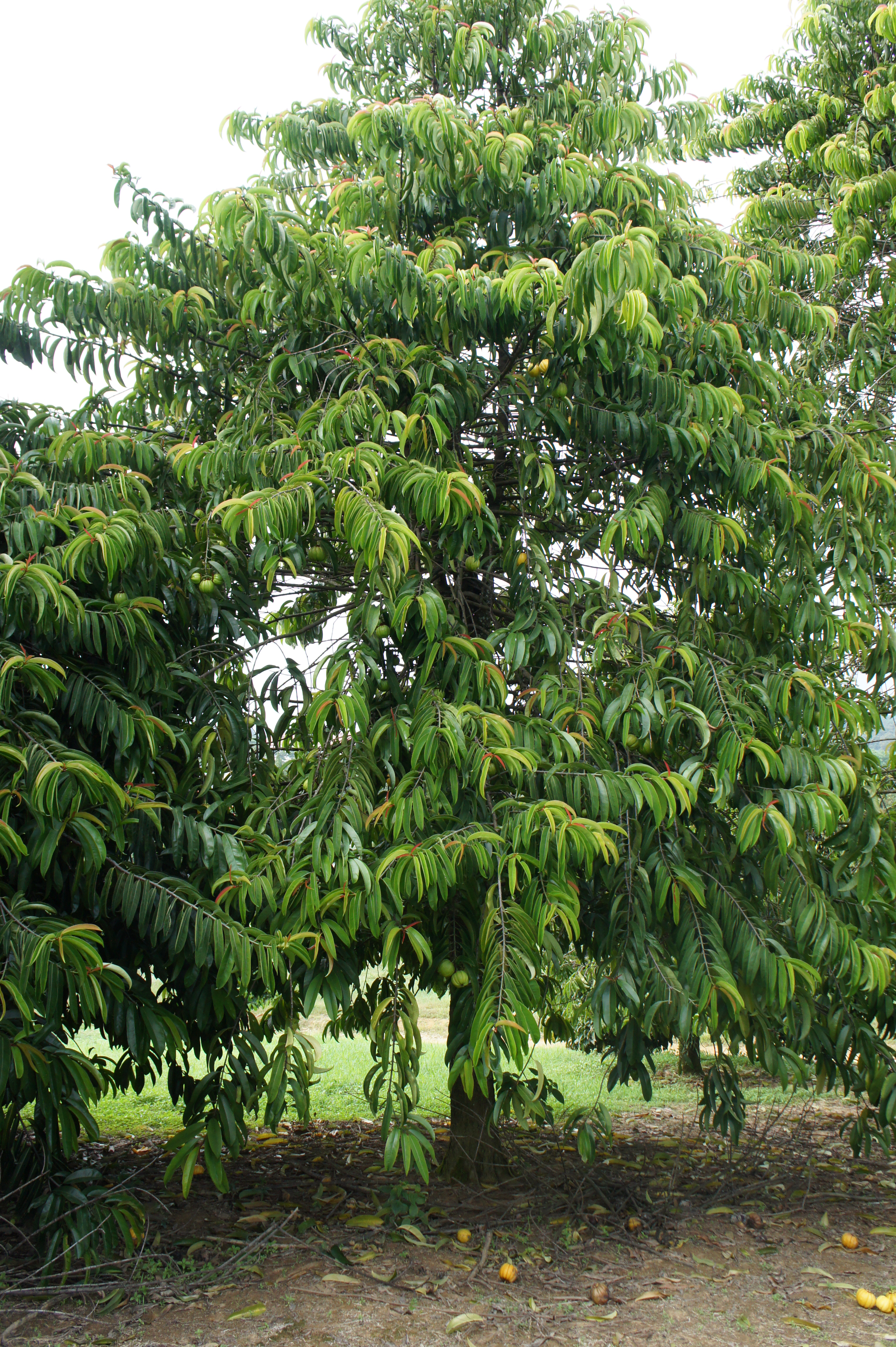
شكل الشجرة
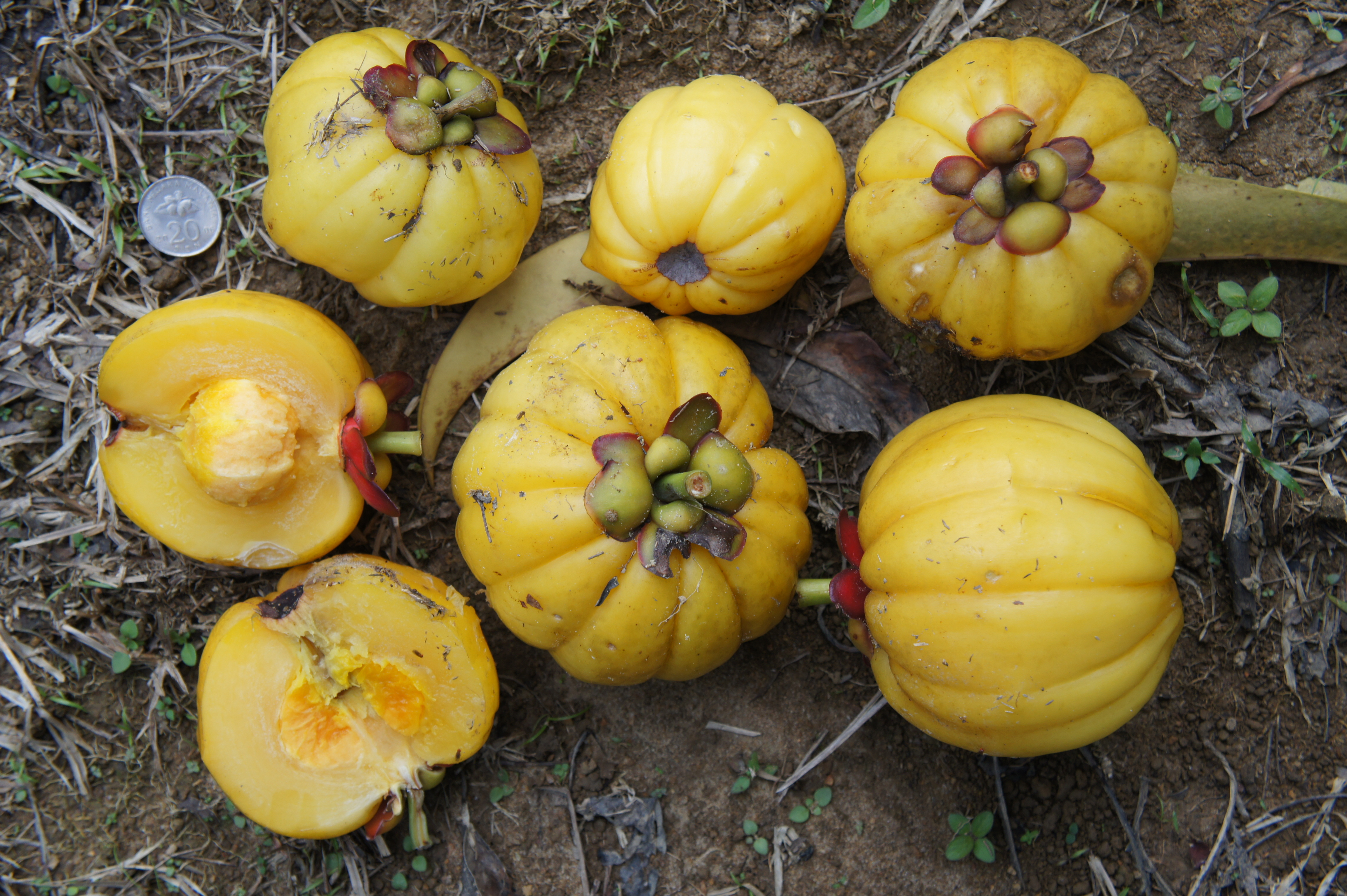
الثمار
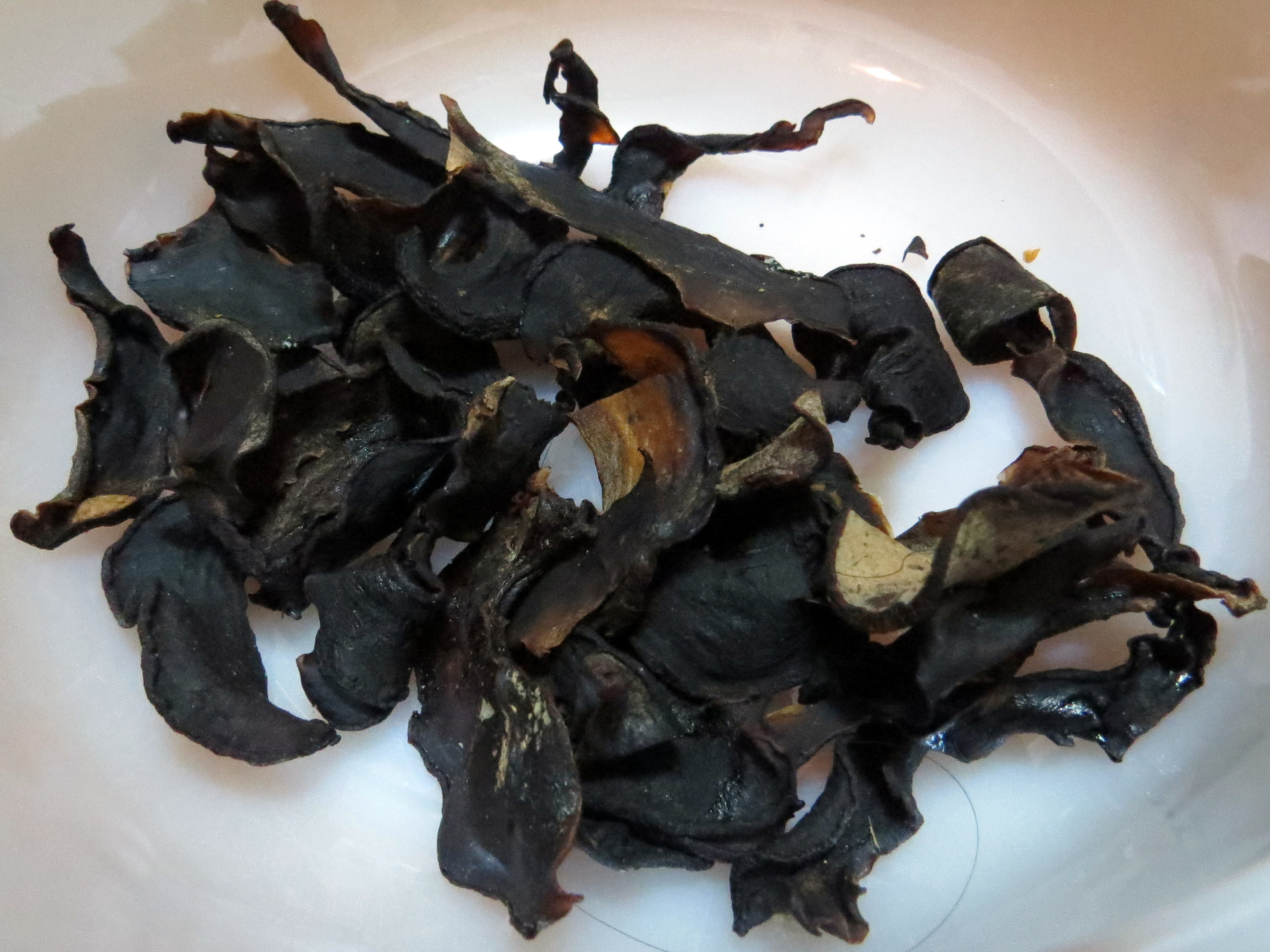
جندم أصام مجفف جاهز للطبخ